# 張仁法
張仁法（？年—1862年），字廉臣，陝西省商州山陽縣百桂村人，道光十七年丁酉科舉人，歷署江西新昌縣、長寧縣、安遠縣、吉水縣等縣知縣。同治元年正月壬戌署任安徽黟縣知縣。其發現了唐代的古本《說文解字》殘卷。同年閏八月丁未病卒，加贈知府銜，蔭一子入監讀書，六月期滿以州判註冊候選。